# Filip Starzyński
Filip Starzyński (Szczecin, 27 mei 1991) is een Pools voetballer die bij voorkeur als offensieve middenvelder speelt. Hij tekende in 2015 bij Lokeren. In 2014 debuteerde hij voor Polen.

## Clubcarrière
Starzyński is afkomstig uit de jeugdopleiding van Ruch Chorzów. Op 24 februari 2012 debuteerde hij in de Ekstraklasa tegen Lech Poznań. Op 16 maart 2013 maakte hij zijn eerste competitiedoelpunt tegen Korona Kielce. In vier seizoenen maakte de offensief ingestelde middenvelder 21 doelpunten in 101 competitiewedstrijden. In juni 2015 maakte hij transfervrij de overstap naar Lokeren, dat hem haalt als opvolger voor de naar Club Brugge vertrokken Hans Vanaken.

## Interlandcarrière
Op 7 september 2014 debuteerde Starzyński voor Polen in de EK-kwalificatiewedstrijd tegen Gibraltar. Hij viel na 78 minuten in voor Kamil Grosicki en gaf de assist op Robert Lewandowski bij het zevende en laatste doelpunt van de partij. Met Polen nam Starzyński in juni 2016 deel aan het Europees kampioenschap voetbal 2016 in Frankrijk. Polen werd in de kwartfinale na strafschoppen uitgeschakeld door Portugal (1–1, 3–5). Jakub Błaszczykowski was de enige speler die miste.
| Interlands van Filip Starzyński voor Polen | Interlands van Filip Starzyński voor Polen | Interlands van Filip Starzyński voor Polen | Interlands van Filip Starzyński voor Polen | Interlands van Filip Starzyński voor Polen | Interlands van Filip Starzyński voor Polen |
| №                                          | Datum                                      | Wedstrijd                                  | Uitslag                                    | Soort Wedstrijd                            | Doelpunten                                 |
| Als speler bij Ruch Chorzów                | Als speler bij Ruch Chorzów                | Als speler bij Ruch Chorzów                | Als speler bij Ruch Chorzów                | Als speler bij Ruch Chorzów                | Als speler bij Ruch Chorzów                |
| ------------------------------------------ | ------------------------------------------ | ------------------------------------------ | ------------------------------------------ | ------------------------------------------ | ------------------------------------------ |
| 1.                                         | 7 september 2014                           | Gibraltar – Polen                          | 0 – 7                                      | Kwalificatie EK 2016                       |                                            |
| Als speler bij Zaglebie Lubin              |                                            |                                            |                                            |                                            |                                            |
| 2.                                         | 26 maart 2016                              | Polen – Finland                            | 5 – 0                                      | Vriendschappelijk                          | 32'                                        |
| 3.                                         | 6 juni 2016                                | Polen – Litouwen                           | 0 – 0                                      | Vriendschappelijk                          |                                            |
| 4.                                         | 21 juni 2016                               | Oekraïne – Polen                           | 0 – 1                                      | EK 2016 groepsfase                         |                                            |